# Запасное колесо

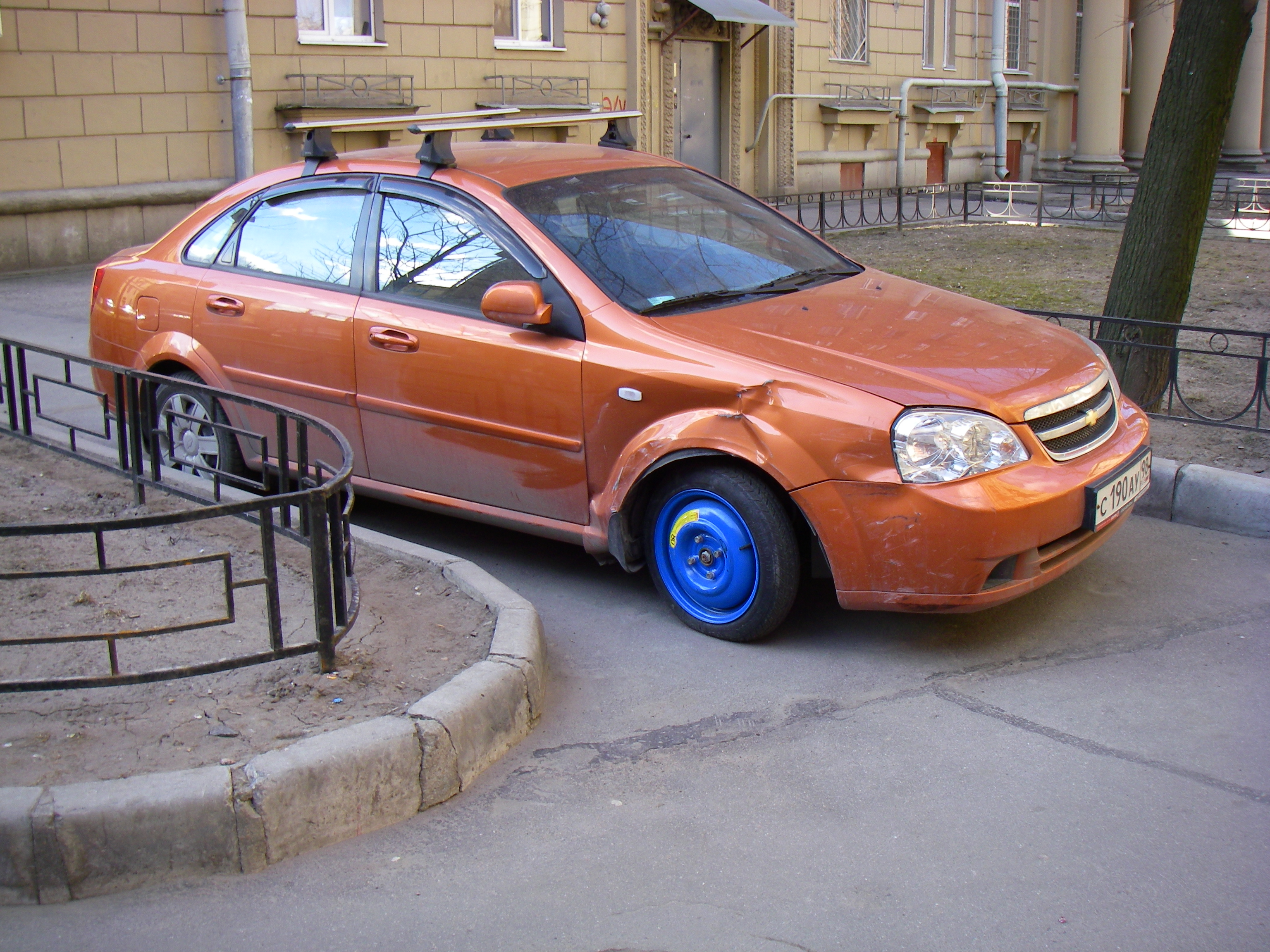
«Докатка» на машине

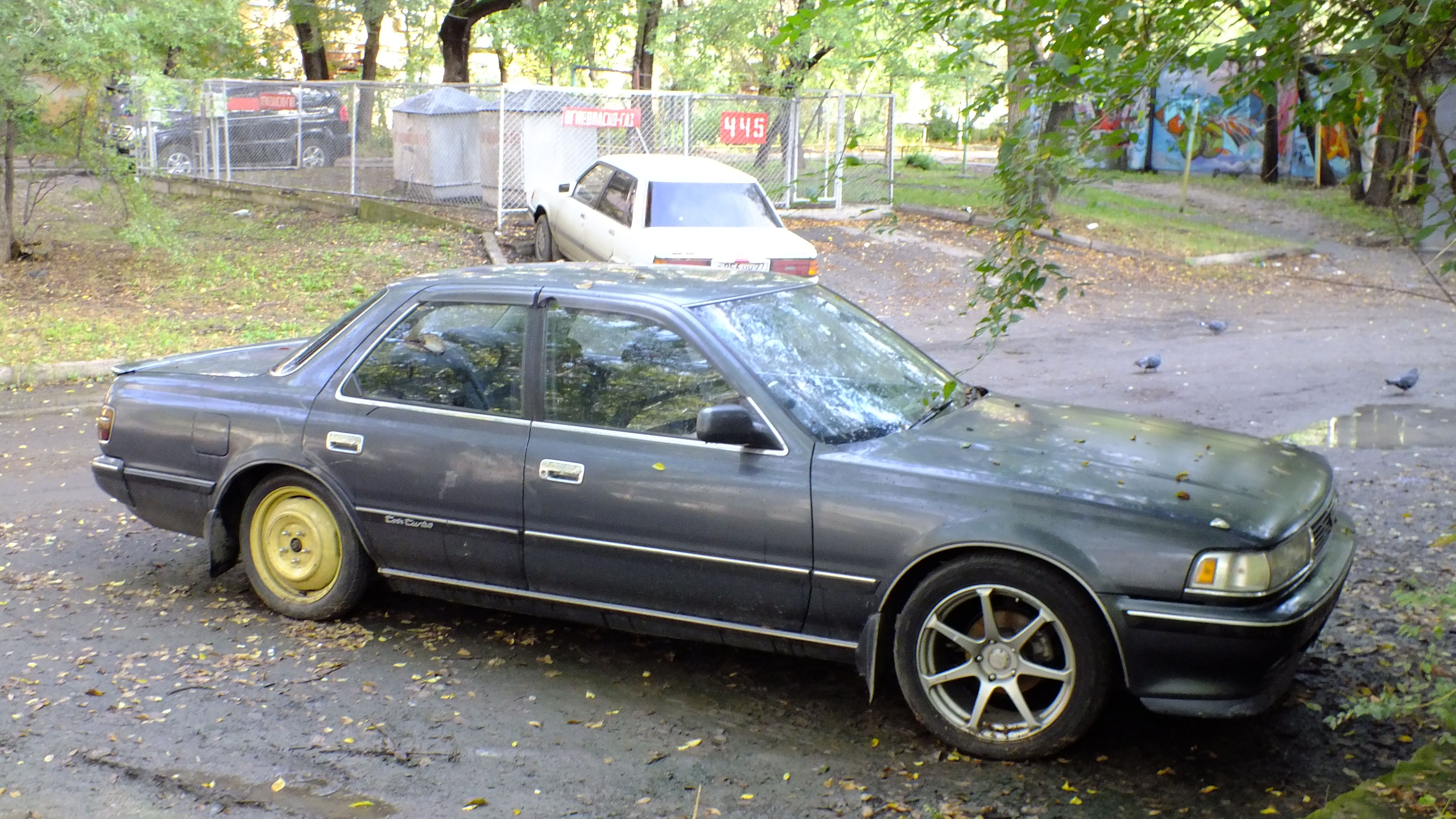
На японских легковых автомобилях «докатка» традиционно окрашена в жёлтый цвет.

Запасное колесо (запа́ска) — это перевозимое в автомобиле дополнительное колесо для замены спущенного, проколотого колеса или для иного непредвиденного случая. В некоторых языках по традиции говорят «запасная шина», сейчас это название не совсем уместно: бескамерную шину нельзя надеть на диск без специальных приспособлений, поэтому в качестве запасного возят всё колесо в сборе. Некоторые запасные колёса (аварийное колесо, «докатка») не предназначены для поездок на дальние расстояния; максимальная эксплуатационная скорость для большинства из них — 80 км/ч.

## История
На заре эпохи автомобильного транспорта автомобили ездили по обычным грунтовым дорогам, на которых встречались разбросанные гвозди от лошадиных подков. Проколы колёс были обычным делом и заставляли водителя скрутить колесо, снять с него шину, заклеить камеру, надеть шину обратно, накачать её и закрепить колесо на место. Первые машины, оборудованные запасным колесом и шиной — модель Rambler компании Thomas B. Jeffery Company. Сменное колесо и уже надетая шина на Rambler означали, что автомобилист мог быстро заменить проколотое колесо. Проколотую шину можно было отремонтировать в более удобное время и удобном месте.
Сочетание колеса и заранее надетой шины стало настолько популярным среди автомобилистов, что перевозка сразу двух запасных колёс пошла за правило. Автопроизводители часто оборудовали машины одним или двумя боковыми креплениями для запасных колёс. Запасные колёса устанавливались за передними крыльями, так как хорошо сочетались с навесными подножками (узкий порог служил ступенькой снизу дверей).
В 1941 году правительство США запретило запасные колёса на новых машинах. Нехватка ресурсов, вызванная Второй мировой, привела к появлению квот и законов для сохранения резины, выпускаемой за границей. Подобный запрет был также реализован США в 1951 году на период войны в Корее.

## Наше время
Современные автомобили оснащаются полноценными запасными колёсами, аварийными колёсами или колёсами с технологией «Run-flat».
- Запасное колесо может быть такого же типа и размера, как штатное. Оно может быть закреплено в стальном ободе или на соответствующем ходовом колесе машины. Среди пассажирских автомобилей, полноценными запасными колёсами обычно оснащаются внедорожники (SUV) и лёгкие грузовики, так как докатка неблагоприятно скажется на машинах с высоким центром тяжести. Из-за размера полноценного запасного колеса его часто крепят с внешней стороны: на задней двери внедорожников, иногда на капоте. Такое колесо включается в ротацию шин: время от времени одно из колёс становится запасным, в то время как запасное встаёт на ось.
- Некоторые автомобили оснащаются аварийными колёсами, называемыми «докаткой». Предназначены для снижения стоимости, веса машины и/или экономии пространства по сравнению с полноценной запаской. Докатка представляет собой шину уменьшенного размера (и по диаметру, и по ширине), установленную на недорогой стальной диск. Из-за короткого периода эксплуатации и низкой допустимой скорости докатку можно использовать только на небольшие расстояния. Из-за разных размеров докатки и стандартного колеса будут неверно работать электронный контроль устойчивости и система контроля тяги — перед тем, как тронуться, их нужно отключить.
- В некоторых случаях автомобили оснащаются шинами «Run-flat», для которых отпадает необходимость запасного колеса. На других машинах возят баллончики ремонтной пены для заклеивания проколотых шин. Однако это часто не срабатывает в случае большого прокола и совершенно бесполезно при разрыве шины.

## Аварийное колесо
Аварийное колесо (дока́тка) — это небольшое запасное колесо, которое устанавливается на месте колеса с проколотой шиной в условиях, когда возможность отремонтировать шину отсутствует и нужно доехать до ближайшей шиномонтажной мастерской или своего гаража.
Докатка не предназначена для длительного пользования. Максимальная скорость, с которой можно ехать на докатке, — 80 км/ч.

### Особенности
Важно помнить, что докатка — это не полноценное колесо. Диаметр меньше, давление больше. Соответственно возникают следующие проблемы:
- снижение площади пятна контакта с дорогой. Это чревато резким ухудшением управляемости и заметным увеличением тормозного пути.
- увеличение разницы угловых скоростей колёс на той оси, где установлена докатка. В результате на дифференциал ложится повышенная нагрузка
- сбой в электронных системах стабилизации — ESP, ABS, и т. д.. В случае применения докатки электронные системы воспринимают уменьшение диаметра как проскальзывание.

## Хранение
Запасные колёса в автомобилях часто хранятся в специальном углублении — полости в багажнике, как правило в центре. На большинстве машин запаска надёжно удерживается болтом и гайкой-барашком. Обычно плотный картонный настил лежит над полостью для запасного колеса накрытый ковриком багажника. Это позволяет спрятать запаску и обеспечить тем самым приятный вид и ровное дно багажного отсека.
В числе других способов хранения — люлька под задней частью кузова автомобиля. В целях безопасности обычно прикреплена болтом изнутри багажника. У такого размещения есть несколько преимуществ перед хранением в багажнике, главным образом в том, что нет необходимости освобождать багажник для доступа к колесу. К тому же в некоторых случаях освобождается дополнительное место. Тем не менее есть и отрицательные стороны: для снятия запаски придётся изрядно попачкаться, что не очень приятно. На старых машинах может проржаветь крепление, делая снятие запаски очень трудным занятием. Люлька обычно используется на переднеприводных автомобилях, так как она будет мешать задней оси на большинстве задне- и полноприводных машин. Подобное размещение можно увидеть на грузовиках, где запасное колесо часто хранится снизу грузовой платформы.
Многие внедорожники и вездеходы имеют внешнее запасное колесо — обычно на задней двери, но иногда на капоте, боковой стороне или даже на крыше.
В машинах средне- и заднемоторной компоновки запасное колесо обычно хранится в переднем багажнике, при этом углубление для него имеется достаточно редко.
В некоторых автомобилях запасное колесо находится в отсеке двигателя. Например в Renault 14, автомобилях ВАЗ «Нива», «Ока», ЗАЗ «Запорожец» и в старых моделях Subaru, таких как Subaru Leone. Сегодня подобное расположение запасного колеса считается опасным, так как жёсткое колесо мешает нормальной деформации передка автомобиля при аварии, передавая возникающие при этом силы на щит моторного отсека и, соответственно, в пассажирский салон.
Машины, подобные Volkswagen Beetle, используют запасные колёса для дополнительных целей, таких как поддержка давления воздуха вспомогательной системы[уточнить].
На дорожных грузовых автомобилях запасные колеса обычно подвешиваются к специальным кронштейнам, размещённым под кузовом. На внедорожных грузовых автомобилях такое расположение затруднительно по причине больших размеров колес. Поэтому запасные колеса хранятся между кабиной и кузовом на специальных люльках, имеющих лебедку для подъема и опускания колеса.
Существовали попытки использования запасного колеса с наружным креплением к передней стенке кузова в качестве бампера для смягчения лёгких ударов.

## Запасное колесо на мотоциклах

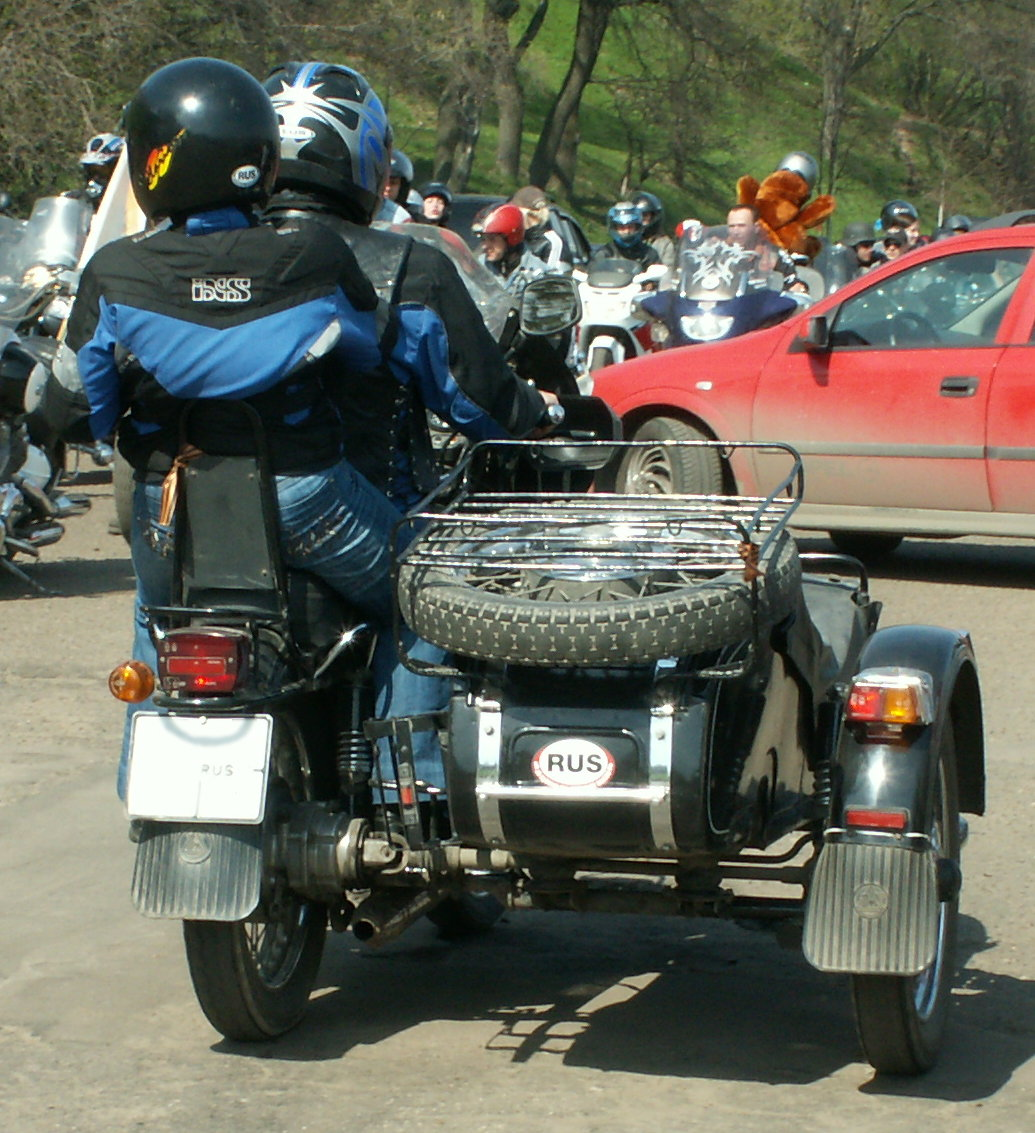
Запасное колесо на мотоцикле с коляской.

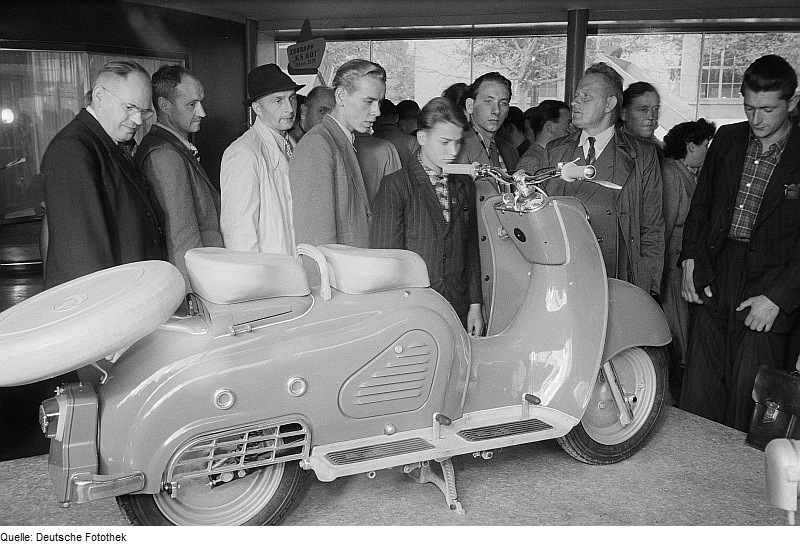
Запасное колесо на мотороллере.

Большинство мотоциклов не имеют запасного колеса. Запасным колесом оснащаются часть мотоциклов с коляской и некоторые мотороллеры.

## Запасное колесо на самолёте
На самолёте прокол колеса в классическом понимании практически исключён. Большую проблему представляет порыв колеса, то есть разрушение покрышки при взлёте или посадке.
На боевых самолётах с небольшим радиусом действия место под запасное колесо обычно не предусмотрено. На больших летательных аппаратах, как правило, имеется специальный технический отсек для возимого самолётного имущества, в который при перелётах загружается различное оборудование и имущество, в том числе и запасное колесо. Все пассажирские и транспортные самолёты обычно возят с собой запасные колёса в багажных отсеках или грузовой кабине. Транспортные самолёты, предназначенные для длительной работы в отрыве от базового аэродрома, обычно возят с собой комплект запасных колёс (до десятка и более).